# 龍蟾口鮟鱇
龍蟾口鮟鱇，為輻鰭魚綱鮟鱇目棘茄魚亞目夢角鮟鱇科的其中一種。

## 分布
分布於全球各大洋熱帶及亞熱帶海域。

## 特徵
本魚體呈圓形，口大，體色為深黑色，尾鰭大，胸鰭小，頭部具一餌球，為灰白色，背鰭軟條7枚；臀鰭軟條5枚，體長可達12.3公分。

## 生態
本魚屬深海魚類，棲息深度約350至1750公尺，雄魚並不寄生在雌魚身上，且體形較雌魚小，屬肉食性。